# 310e brigade blindée
Pour les articles homonymes, voir 310e brigade.

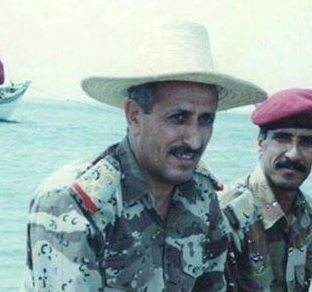
Hamid al-Koucheïbi, commandant de la brigade.

La 310e brigade blindée (arabe : اللواء 310 مدرع) est une unité de l'armée yéménite dirigée par Hamid al-Koucheïbi.
Elle est prise par les Houthis en juillet 2014 lors de la guerre du Saada.
Le camp de la brigade est ensuite occupé par un bataillon de la 9e brigade blindée.